# Fare
Fare es una comuna asociada de la comuna francesa de Huahine,  que está situada en la subdivisión de Islas de Sotavento, Polinesia Francesa. Tiene una población estimada, en 2022, de 1600 habitantes.

## Composición
La comuna asociada de Fare comprende una fracción de la isla de Huahine.

## Demografía
| Gráfica de evolución demográfica de Fare entre 1977 y 2022 |
|                                                            |

Fuente: INSEE